# Риддл (Орегон)
Риддл (англ. Riddle) — місто (англ. city) в США, в окрузі Дуглас штату Орегон. Населення — 1214 особи (2020).

## Географія
Риддл розташований за координатами 42°57′15″ пн. ш. 123°21′52″ зх. д. / 42.95417° пн. ш. 123.36444° зх. д. (42.954199, -123.364472).  За даними Бюро перепису населення США в 2010 році місто мало площу 1,63 км², уся площа — суходіл.

### Клімат
| Клімат : Риддл          | Клімат : Риддл | Клімат : Риддл | Клімат : Риддл | Клімат : Риддл | Клімат : Риддл | Клімат : Риддл | Клімат : Риддл | Клімат : Риддл | Клімат : Риддл | Клімат : Риддл | Клімат : Риддл | Клімат : Риддл | Клімат : Риддл |
| Показник                | Січ.           | Лют.           | Бер.           | Квіт.          | Трав.          | Черв.          | Лип.           | Серп.          | Вер.           | Жовт.          | Лист.          | Груд.          | Рік            |
| Абсолютний максимум, °C | 21,7           | 26,7           | 30,0           | 34,4           | 41,1           | 41,7           | 42,2           | 43,3           | 42,2           | 38,9           | 27,2           | 23,3           | 43,3           |
| Середній максимум, °C   | 9,5            | 12,5           | 15,0           | 17,9           | 21,4           | 25,1           | 29,4           | 29,5           | 26,4           | 20,1           | 12,9           | 9,2            | 19,1           |
| Середній мінімум, °C    | 1,3            | 2,0            | 2,8            | 4,1            | 6,4            | 9,3            | 11,2           | 10,7           | 8,0            | 5,6            | 3,9            | 1,8            | 5,6            |
| Абсолютний мінімум, °C  | −19,4          | −13,3          | −6,7           | −12,8          | −3,3           | 1,1            | 1,7            | 2,2            | −4,4           | −8,3           | −10,6          | −16,1          | −16,7          |
| Норма опадів, мм        | 123            | 92             | 81             | 54             | 39             | 24             | 7              | 10             | 22             | 59             | 120            | 141            | 772            |
| Днів з опадами          | 16             | 15             | 15             | 13             | 9              | 6              | 2              | 2              | 4              | 9              | 15             | 16             | 122,0          |
| ----------------------- | -------------- | -------------- | -------------- | -------------- | -------------- | -------------- | -------------- | -------------- | -------------- | -------------- | -------------- | -------------- | -------------- |
| Джерело:                |                |                |                |                |                |                |                |                |                |                |                |                |                |

## Демографія
Згідно з переписом 2010 року, у місті мешкало 1185 осіб у 460 домогосподарствах у складі 307 родин. Густота населення становила 727 осіб/км².  Було 491 помешкання (301/км²).
Расовий склад населення:
| - 89,7 % — білих - 3,0 % — корінних американців - 0,5 % — азіатів - 0,3 % — чорних або афроамериканців - 0,1 % — вихідців з тихоокеанських островів - 1,2 % — осіб інших рас |

До двох чи більше рас належало 5,2 %. Частка іспаномовних становила 5,1 % від усіх жителів.
За віковим діапазоном населення розподілялося таким чином: 25,4 % — особи молодші 18 років, 63,2 % — особи у віці 18—64 років, 11,4 % — особи у віці 65 років та старші. Медіана віку мешканця становила 36,6 року. На 100 осіб жіночої статі у місті припадало 95,5 чоловіків;  на 100 жінок у віці від 18 років та старших — 92,6 чоловіків також старших 18 років.
Середній дохід на одне домашнє господарство  становив 44 845 доларів США (медіана — 40 208), а середній дохід на одну сім'ю — 49 803 долари (медіана — 47 125). Медіана доходів становила 43 370 доларів для чоловіків та 40 673 долари для жінок. За межею бідності перебувало 28,7 % осіб, у тому числі 46,8 % дітей у віці до 18 років та 5,0 % осіб у віці 65 років та старших.
Цивільне працевлаштоване населення становило 440 осіб. Основні галузі зайнятості: виробництво — 21,4 %, мистецтво, розваги та відпочинок — 17,0 %, освіта, охорона здоров'я та соціальна допомога — 15,9 %.